# Forensic Files
Crímenes imperfectos en España y Detectives Médicos en Hispanoamérica (en inglés: Forensic Files) fue una serie estadounidense de estilo documental, que se emitío desde el año 1996 hasta el año 2011 con 406 capítulos producidos por la productora Medstar Television y distribuido por FilmRise. La duración de cada capítulo era de 22 minutos.
Esta serie nos reveló cómo se utiliza la ciencia forense para resolver crímenes violentos, accidentes misteriosos, e incluso los brotes de las enfermedades virales. 
Originalmente el programa debutó en el canal TLC como Medical Detectives en el año 1996, posteriormente el programa pasó a llamarse Forensic Files y cambio de señal televisiva al canal de cable Court TV en el año 2000, el cual, paso a llamarse truTV en el año 2008. El programa se emitió en truTV, producido por la productora Medstar Television, en asociación con truTV producciones originales.
Forensic Files actualmente es retransmitido y distribuido en los Estados Unidos en una señal de cable llamada HLN, anteriormente se llamaba CNN Headline News, La cual, es propiedad de CNN. 
Las reposiciones mostradas en HLN inicialmente se retitularon Mystery Detectives  antes de decidirse por el título principal del programa en 2014.
En Latinoamérica, la señal de cable que la transmitío fue Universal TV. Esta señal de cable, al emitir los capítulos, tenía la particularidad de que si bien la voz del locutor era traducida al castellano por el locutor colombiano Carlos Jiménez, las voces de los testigos, personas entrevistadas o en los interrogatorios mantenían el idioma inglés original, subtitulado en el margen inferior de la pantalla con un color amarillo. Solían emitirse dos capítulos por emisión, con una duración de 22 minutos cada uno.
Se han emitido 406 episodios hasta el año 2011, desde su debut en el TLC en 1996 cuando iniciaron la serie como Medical Detectives.
La mayoría de los capítulos en inglés fueron narrados por el locutor Peter Thomas (1924-2016), ya fallecido. También algunos capítulos en el año 2001, (capítulos especiales, de 44 minutos de duración) fueron narrados en inglés por el locutor Peter Dean.
El 1 de octubre de 2019, el canal de cable HLN anunció que había autorizado la producción de nuevos capítulos del programa, titulados Forensic Files II , que comenzó a transmitirse el 23 de febrero de 2020. Debido a la muerte del narrador original Peter Thomas, el programa está narrado por el locutor Bill Camp. Esta nueva producción, todavía no se emitió en Latinoamérica por ningún canal de TV.

## Descripción general
El programa fue una serie pionera sobre la utilización de la ciencia forense para resolver crímenes a partir de casos verídicos. Su sitio web dice que describe "casos desconcertantes, a menudo desconcertantes, cuyos enigmas se resuelven en última instancia mediante la detección forense". Los casos y las personas son reales. Se entrevistan a científicos y expertos forenses de muchos campos.
No todos los casos analizados se trataba sobre un delito. En algunos casos, la investigación revela que los sospechosos eran inocentes y que la muerte fue un accidente o un suicidio. Varios episodios describen a personas que han sido encarceladas o condenadas por un delito y, en última instancia, exoneradas gracias a pruebas forenses. Otros episodios se centran en accidentes en los que los expertos consultados se basaron en pruebas forenses para explicar por qué ocurrió el incidente, como en el caso del  incendio de King's Cross  ocurrido en 1987 o el  accidente de tren de Big Bayou Canot ocurrido en 1993.
Aunque Detectives Medicos también mostró episodios sobre cómo se originaban los brotes de enfermedades no tan comunes (como el hantavirus y la legionelosis), la mayoría de ellos se han descontinuado en favor de episodios sobre casos penales (y ocasionalmente sobre casos de demandas civiles).